# Coleophora pirizanella
Coleophora pirizanella é uma espécie de mariposa do gênero Coleophora pertencente à família Coleophoridae.